# Senetářov
Senetářov (in tedesco Senetarz) è un comune della Repubblica Ceca facente parte del distretto di Blansko, in Moravia Meridionale.